# Huachines
Huachines är en ort i Mexiko.   Den ligger i kommunen Tepic och delstaten Nayarit, i den centrala delen av landet, 600 km väster om huvudstaden Mexico City. Huachines ligger 928 meter över havet och antalet invånare är 128.
Terrängen runt Huachines är huvudsakligen kuperad, men söderut är den bergig. Runt Huachines är det ganska tätbefolkat, med 199 invånare per kvadratkilometer. Närmaste större samhälle är Tepic, 5,3 km öster om Huachines. Runt Huachines är det i huvudsak tätbebyggt.